# تروستیلبن
تروستیلبن (به انگلیسی: Pterostilbene) با فرمول شیمیایی C۱۶H۱۶O۳ یک ترکیب شیمیایی با شناسه پاب‌کم ۵۲۸۱۷۲۷ است. که جرم مولی آن ۲۵۶٫۲۹۶ g/mol می‌باشد. 